# مطار ليني شوبولينغ
مطار ليني شوبولينغ (بالصينية: 临沂启阳机场)(إياتا: LYI، إيكاو: ZSLY) يقع في مدينة ليني في جمهورية الصين الشعبية. صنف مطار ليني شوبولينغ في المرتبة الرابعة والستون في الصين من حيث عدد الركاب عام 2011 وفقًا لإدارة الطيران المدني في الصين، حيث تعامل مع 666,024 راكب، وبلغ إجمالي حركة الطائرات (القادمة والمغادرة) 7,181 طائرة وقد بلغت كمية البضائع المنقولة عبر المطار 3,200 طن.

## شركات الطيران والوجهات
| شركـات طيـران            | الوجهات |
| ------------------------ | --- |
| خطوط العاصمة بكين الجوية | مطار قويلين يانغ جيانغ الدولي، مطار هايكو ميلان الدولي، مطار سانيا فينيكس الدولية |
| خطوط شرق الصين الجوية    | مطار شانغهاي بودنغ الدولي |
| خطوط جنوب الصين الجوية   | مطار تشنغدو شوانغليو الدولي، مطار داليان الدولي، مطار قوانغتشو باييون الدولي، مطار قوييانغ لونغدونغابو الدولي، مطار جييانغ شاوشان، مطار ووهان الدولي |
| China United Airlines    | مطار بكين داشينغ الدولي |
| Chongqing Airlines       | مطار تشونغتشينغ جيانغبى الدولي، مطار داليان الدولي |
| Donghai Airlines         | مطار هاربين الدولي، مطار شينزين باوان الدولي |
| Fuzhou Airlines          | مطار فوتشو تشانغله الدولي، مطار هوهوت بايتا الدولي، مطار تيانجين الدولي |
| خطوط هاينان الجوية       | مطار لانتشو تشونغ تشوان، مطار أورومتشي الدولي |
| Kunming Airlines         | مطار تشانغشا هوانغوا الدولي |
| طيران لونج               | مطار جينغديو الجديد، مطار هاربين الدولي، مطار شنيانغ الدولي، مطار تشوهاى سانزو |
| Qingdao Airlines         | مطار تشانغتشون الدولي، مطار تشونغتشينغ جيانغبى الدولي، مطار لانتشو تشونغ تشوان، مطار جينجيانغ تشيوانتشو |
| خطوط شاندونغ الجوية      | مطار تاييوان وسو الدولي، مطار شيامن قاوتشي الدولي، مطار تشوشان بوتوشان |
| خطوط شانغهاي الجوية      | مطار نانتشانغ تشانغبى الدولي، مطار شانغهاي بودنغ الدولي |
| خطوط شينزين الجوية       | مطار تشانغتشون الدولي، مطار قوانغتشو باييون الدولي، مطار هاربين الدولي، مطار نانتشانغ تشانغبى الدولي، مطار نانينغ الدولي، مطار نينغبو ليش الدولي، مطار شنيانغ الدولي، مطار شينزين باوان الدولي، مطار ونزهو يونجقيانج الدولي، مطار سنن شوفانغ الدولي، مطار شيان شيانيانغ الدولي |
| سبرينغ (شركة طيران)      | مطار هانغتشو شياوشان الدولي، مطار شانغهاي هونغكياو الدولي، مطار شنيانغ الدولي |